# Jan Matějka (právník)
Jan Matějka (2. října 1891, Hradec Králové – 6. dubna 1953) byl český právník specializující se na správní právo a vysokoškolský pedagog, který v letech 1945–1946 zastával funkci děkana Právnické fakulty Univerzity Karlovy.

## Život a práce
Po maturitě na gymnáziu v tehdejším Německém (dnes Havlíčkově) Brodě vystudoval v letech 1909–1913 práva na české Karlo-Ferdinandově univerzitě a na Vídeňské univerzitě. Po vystudování práv začal pracovat u okresního soudu v Karlíně. Roku 1915 odsud přešel jako úředník na pražské místodržitelství, kde pracoval až do vzniku samostatného Československa. Roku 1916 byl po obhajobě práce na téma O vývoji správního soudnictví promován doktorem práv sub auspiciis imperatoris. Po vzniku první československé republiky pracoval na ministerstvu obchodu jako koncipista v presidiu ministerského rady, později jako vrchní odborový rada.
Jeho akademická dráha započala úspěšnou habilitací v oboru správního práva a správní vědy na právnické fakultě Karlovy univerzity v roce 1923. V akademickém roce 1923/24 a 1924/25 suploval přednášky z ústavního práva na právnické fakultě v Bratislavě. Poté se vrátil na svou alma mater, kde vyučoval správní právo. Roku 1930 byl jmenován mimořádným profesorem, roku 1939 pak profesorem řádným. Jako odborník v oboru správního práva se věnoval zejména problematice povinnosti k náhradě škody způsobené při výkonu veřejné moci a tématu veřejnoprávních korporací. Byl spoluautorem velkého Slovníku veřejného práva československého.
Po vzniku Protektorátu Čechy a Morava byl spolu s profesorem Antonínem Hobzou požádán o vypracování možného nástinu toho, jak by se Univerzita Karlova mohla bránit proti odnětí historických insignií a pečetidla německými okupanty. Za druhé světové války byl vězněn. Po válce byl vyznamenán Československým válečným křížem 1939.
V květnu 1945 byl z rozhodnutí ministra školství a osvěty pověřen funkcí děkana Právnické fakulty Univerzity Karlovy. Ve funkci byl následně potvrzen volbou akademickým senátem a funkci zastával v akademickém roce 1945/46. V následujícím akademickém roce zastával funkci proděkana. Na právnické fakultě vyučoval správní a ústavní právo. Roku 1946 se stal řádným členem České akademie věd a umění. Byl také členem parlamentní komise pro přípravu nové ústavy a členem Jednoty českých právníků.
Po únorovém převratu roku 1948 mu nebylo umožněno nadále působit na akademické půdě. Byl dán na dovolenou s čekatelným a na základě rozhodnutí Ústředního akčního výboru Národní fronty byl s účinností od 1. dubna 1949 dán do trvalé výslužby.